# Naga Viper
Naga Viper — один из наиболее жгучих сортов красного перца. В 2011 году он был назван Книгой рекордов Гиннесса как «Самый жгучий перец-чили в мире» с рейтингом жгучести 1 382 118 единиц по шкале Сковилла, но был превзойдён по жгучести несколькими другими перцами, такими как Pepper X в 2017 году.

## Происхождение
Naga Viper был создан в Англии фермером по перцам-чили Джеральдом Фаулером (англ. Gerald Fowler) из компании The Chilli Pepper в Карке, Камбрия. Утверждается, что это неустойчивый трёхсторонний гибрид, произведённый от Naga Morich, Naga Jolokia и Скорпиона Тринидада, одних из самых жгучих перцев в мире.

## Галерея
- Зелёные плоды